# Olivier Monterrubio
Olivier Monterrubio (nascut el 8 d'agost de 1976) és un exfutbolista professional francès que va jugar com a migcampista. Va jugar al FC Nantes, al Stade Rennais, al RC Lens, al FC Sion a Suïssa i al FC Lorient.

## Carrera de club

### Nantes
Monterrubio va començar la seva carrera professional a Nantes el 1996. Producte del famós "Centre de Formació" de Nantes, va estar en el mateix grup de jugadors que Mickaël Landreau. Va ser part essencial de l'equip la temporada 1998–99, i el seu penal guanyador va donar a Nantes el títol de la Copa de França el 1999. També va marcar el gol de la victòria al Trophée des Champions de 1999 i va jugar com a substitut quan el Nantes va guanyar la final de la Copa de França de 2000. Finalment, l'any 2001, Monterrubio va guanyar la Lliga 1 amb Les Canaries.

### Stade Rennais
L'estiu de 2001, Monterrubio va fitxar pel seu rival, l'Stade Rennais. Tot i que va començar tranquil·lament la seva etapa al club, es va convertir en un dels seus jugadors clau, establint una col·laboració mortal amb el davanter suís Alexander Frei, posteriorment del FC Basel 1893. A la temporada 2004-05, va liderar la Ligue 1 en assistències, mentre que Frei va ser el màxim golejador. Tal va ser la seva influència, que va heretar el braçalet de capità de Cyril Jeunechamp.

### Lent
En les últimes hores del mercat de fitxatges de gener de 2007, Monterrubio va fitxar per l'RC Lens com a substitut d'Olivier Thomert, que es va moure en sentit contrari. El 3 de febrer de 2007, va jugar el seu primer partit de Lliga 1 amb el Lens contra el Valenciennes. Durant aquest període, va haver de lluitar per la titularitat a l'equip amb el migcampista ivorià Kanga Akalé. Va establir una sòlida associació amb Nadir Belhadj a l'arribada del lateral esquerre algerià al club el gener de 2008, però l'equip va baixar a la Ligue 2 al final de la temporada malgrat la bona forma de Monterrubio.

### Sió
Monterrubio va signar un contracte de dos anys amb el FC Sion suís durant l'estiu de 2008.

### Lorient
El 28 de juny de 2009, va signar un contracte entre el 30 de juny de 2011 amb el FC Lorient deixant Sion després d'un any.

## Carrera internacional
Nascut a França, Monterrubio és d'origen espanyol. En el seu millor moment, Monterrubio es trobava entre els millors jugadors de la seva categoria. Tot i que no va arribar a jugar amb la selecció nacional, sí que va rebre tres convocatòries per a la selecció de França B, marcant en les 3 aparicions.

## Estil
Monterrubio era un excel·lent lateral esquerre, però també havia aparegut com a davanter i migcampista ofensiu al començament de la seva carrera. Es va especialitzar en les jugades a pilota parada, especialment en els penals. Va liderar la Lliga 1 en assistències els anys 2004-05 i 2005-06 i va ser subcampió la 2006-07.

## Palmarès
Nantes
- Lliga 1: 2000–01
- Copa de França: 1998–99, 1999–2000
- Trofeu dels Campions: 1999

Sió
- Copa Suïssa: 2008–09[9]